# Gerhard Harig
Gerhard Ernst Friedrich Harig (* 31. Juli 1902 in Niederwürschnitz; † 13. Oktober 1966 in Leipzig) war ein deutscher Physiker und marxistischer Philosoph, Widerstandskämpfer gegen den Nationalsozialismus, Emigrant in der Sowjetunion, Häftling im KZ Buchenwald, Hochschullehrer für Naturwissenschaftsgeschichte und Marxismus-Leninismus und Staatssekretär für Hochschulwesen der DDR.

## Leben
Harig stammte aus der Familie eines Landarztes. Nach dem Besuch der Volksschule absolvierte er 1913 das Schiller-Realgymnasium von Leipzig, wo er die Hochschulreife erlangte. Von 1922 bis 1927 studierte er Physik, Mathematik und Mineralogie in Leipzig und in Wien. 1929 legte er seine Dissertation zu einem experimental-physikalischen Fachthema (Absorption) in Leipzig vor und wurde zum Doktor der Philosophie promoviert. Von Juni 1927 bis März 1933 war er als Assistent am Institut für theoretische Physik an der TH Aachen beschäftigt, wurde aber aus politischen Gründen entlassen und mit Arbeitsverbot belegt. 1931 trat er der Gesellschaft für die Freunde des Neuen Rußland, Ortsgruppe Aachen bei, und wurde ihr Sekretär.
Nach der Machtergreifung der Nationalsozialisten wurde er März/April 1933 als Mitglied der illegal arbeitenden Kommunistischen Partei Deutschlands (KPD) in „Schutzhaft“ genommen. Nach seiner Entlassung entschloss er sich im Oktober 1933 zur Emigration nach Leningrad in die UdSSR. Hier nahm er eine Forschungsarbeit am Physikalisch Technischen Institut Joffe, Abteilung Kernphysik auf. In dieser Zeit wurde er vom NKWD als Nachrichtenquelle angeworben. 1934 wechselte er an das Institut für Geschichte der Naturwissenschaft und Technik bei der Akademie der Wissenschaften der UdSSR, die damals noch in Leningrad ihren Sitz hatte. Im selben Jahr veröffentlichte er in Moskau die wissenschaftspolitische Arbeit Lenin und die moderne Physik. 1935/36 folgten Arbeiten über J. C. Maxwell sowie Nicolo Tartaglia und Gerolamo Cardano. 1937/38 geriet er jedoch in den Verdacht, ein deutscher Spion zu sein und wurde in U-Haft genommen. Nach eigener Aussage wurde er jedoch vom NKWD zum nachrichtendienstlichen Einsatz im Deutschen Reich vorbereitet. Zum Zwecke der Tarnung wurde er nach Deutschland abgeschoben und folgerichtig 1938 in Stettin verhaftet und ins Gefängnis nach Leipzig gebracht. Im gleichen Jahr 1938 wurde er im KZ Buchenwald interniert. Er kam in das Arbeitskommando der Politischen Abteilung und betätigte sich dort im Häftlingswiderstand. Über seine Erfahrungen im KZ veröffentlichte er 1945 drei Berichte: Das Häftlingslager. Die Politische Abteilung im KZ Buchenwald sowie Der SS-Bereich Buchenwald.
Nach Ende der NS-Herrschaft wurde er im November 1945/46 Leiter des Statistischen Amtes einschließlich des Wahl- und Listenamtes in Leipzig. Ab Juli 1946 wirkte er als Hauptreferent für Philosophie im Zentralsekretariat der SED in Berlin. Von 1947 bis 1948 erhielt er eine Professur für Geschichte der Naturwissenschaften und Technik an der neugegründeten Gesellschaftswissenschaftlichen Fakultät der Universität Leipzig. Von 1948 bis 1951 war er geschäftsführender Direktor des Franz-Mehring-Instituts zur Ausbildung von Lehrern für Marxismus-Leninismus. Er war in der DDR auch der erste Professor mit Lehrstuhl für Dialektischen und Historischen Materialismus. Im Juni 1949 fungierte er als Studentendekan der Leipziger Universität. 1950 wurde er zum Leiter der Hauptabteilung für Hochschulen und wissenschaftliche Einrichtungen im Ministerium für Volksbildung berufen. Von März 1951 bis 1957 war Harig von der Universität beurlaubt, da man ihn zum Mitglied des Ministerrats und ersten Staatssekretär des neu gegründeten Staatssekretariats für das Hochschulwesen berufen hatte. Unter seiner Leitung wurde das marxistisch-leninistische Grundstudium als Pflichtfach für alle Studenten in der DDR eingeführt. Im März 1957 kehrte er an die Karl-Marx-Universität Leipzig  (KMU) zurück und wurde Professor für Geschichte der Naturwissenschaften und kurz darauf auch Direktor des Karl-Sudhoff-Instituts für Geschichte der Medizin und Naturwissenschaften. Er war Mitglied im Wissenschaftlichen Rat für die friedliche Anwendung der Atomenergie beim Ministerrat der DDR. Von 1959 bis 1963 agierte er als Dekan der Mathematisch-naturwissenschaftlichen Fakultät der KMU. 1960 gehörte er zu den Mitbegründern und Herausgebern der »NTM-Schriftenreihe für Geschichte der Naturwissenschaften, Technik und Medizin«. 1965 wurde er der Vorsitzende des Nationalkomitees für Geschichte und Philosophie der Wissenschaften. Noch am 11. Oktober 1966 hielt er einen Vortrag über klassische und moderne Atomistik in Sellin.
Seit 1958 war Harig Mitglied der SED-Bezirksleitung Leipzig und Erster Vorsitzender des Bezirksverbandes Leipzig der „Urania“.
Harig war mit der Lehrerin und Pädagogin Katharina Harig (häufig „Käthe Harig“, geborene Heizmann (1901–1977)) verheiratet, die von 1958 bis 1963 als Professorin für Pädagogik an der Universität Leipzig lehrte. Ein Sohn war der Medizinhistoriker Georg Harig, Schwiegertochter war Jutta Kollesch.

## Ehrungen
- 1955 Vaterländischer Verdienstorden in Silber
- 1962 Banner der Arbeit

## Publikationen
Eine Bibliographie der Veröffentlichungen von Professor Dr. Gerhard Harig – einschließlich unveröffentlichter und im Druck befindlicher Arbeiten – wurde von der Bibliothekarin Lotte Martin (Universitätsbibliothek Leipzig) für die NTM Schriftenreihe für Geschichte der Naturwissenschaften, Technik und Medizin erstellt.
- Physik und Renaissance. 2. Aufl. Akademische Verlagsgesellschaft Geest u. Portig, Leipzig 1984.
- Schriften zur Geschichte der Naturwissenschaften. Akademie-Verlag, Berlin 1983.
- Physik und Renaissance. 1. Aufl. Akademische Verlagsgesellschaft Geest u. Portig, Leipzig 1981.
- Ausgewählte philosophische Schriften. Karl-Marx-Univ., Leipzig 1973.
- Die Erkenntnistheorie des Marxismus. 1945.
- Ergebnisse der Volkszählung vom 3. November 1945. Nachrichtenamt d. Stadt, Leipzig 1945.
- Mark M. Rozental: Materialistische und idealistische Weltanschauung. 2. Aufl. Dietz, Berlin 1948.
- Alexander von Humboldt. Urania-Verlag, Leipzig 1959.
- Lenin und die moderne Physik. Leningrad  1934.
- Das Hochschulwesen in der Sowjet-Union. Staatssekretariat f. Hochschulwesen, Berlin 1952.
- Es geht um den Beitrag des deutschen Hochschulwesens und der deutschen Wissenschaft im Kampf um die Erhaltung des Friedens, die Einheit Deutschlands und den planmässigen Aufbau des Sozialismus. Staatssekretariat f. Hochschulwesen, Berlin 1952.
- Über die Verbreiterung der Absorptionslinie 2537 °A. E. des Quecksilbers und Über die Absorption ultravioletten Lichtes durch flüssiges Kohlendioxyd. Leipzig 1929.
- Naturwissenschaft, Tradition, Fortschritt. Dt. Verlag d. Wissenschaften, Berlin 1963.
- Wilhelm Ostwald: Volumchemische Studien über Affinität. Akademische Verlagsges. Geest u. Portig, Leipzig 1966.
- Von Adam Ries bis Max Planck. Verlag Enzyklopädie, Leipzig 1961.
- Naturwissenschaft und Philosophie. Akademie-Verlag, Berlin 1960.
- Lehre, Forschung, Praxis. Teubner (in Verwaltung), Leipzig 1963.
- Alexander von Humboldt. 2., verb. Aufl. Urania-Verlag, Leipzig 1964.
- Wesen und Entstehung der marxistischen Philosophie. Verlag Enzyklopädie, Leipzig 1958.
- Die Tat des Kopernikus, Leipzig. 2., überarb. Aufl. Urania-Verlag, Leipzig 1965.
- Die Tat des Kopernikus, Leipzig. Urania Verlag, Leipzig 1962.
- Dialektischer Materialismus und moderne Naturwissenschaft. Verlag Enzyklopädie, Leipzig 1960.
- Bedeutende Gelehrte in Leipzig. Bd. 2.1965.
- Die Entwicklung der Wissenschaft zur unmittelbaren Produktivkraft. Karl-Marx-Universität, Leipzig 1963.
- Sowjetische Beiträge zur Geschichte der Naturwissenschaft. Verlag d. Wissenschaften, Berlin 1960.
- Die Erziehung unserer Studierenden im gesellschaftswissenschaftlichen Grundstudium. Verlag Junge Welt, Berlin 1954.
- Leipziger Vorträge der Arbeitsgemeinschaft marxistischer Wissenschaftler. Bibliographisches Institut.
- Von Adam Ries bis Max Planck. 2., (durchges.) Aufl. Verlag Enzyklopädie, Leipzig 1962.